# Wilfetrudis van Nijvel
De heilige Wilfetrudis (rond 610 - Nijvel, 669) werd in 656 de tweede abdis van het klooster van Nijvel, dat door haar tante, Gertrudis van Nijvel, was gesticht. Ze was de dochter van koning Grimoald I (Pepiniden).
Haar feestdag is op 23 november.